# Старостин, Николай Фёдорович
Николай Фёдорович Старостин (13 сентября 1920, Константиновский, Ярославская губерния — 7 мая 1945, район Пириц, провинция Померания) — штурман эскадрильи 128-го Калининского бомбардировочного авиационного полка, старший лейтенант. Герой Советского Союза (1944).

## Биография
Родился 13 сентября 1920 года в посёлке Константиновского завода (ныне посёлок Константиновский Тутаевского района Ярославской области). В 1935 году с родителями переехал в город Рыбинск. Здесь окончил среднюю школу и аэроклуб. Работал на машиностроительном заводе.
В 1939 году был призван в Красную армию и направлен в авиационное училище. В 1940 году окончил Краснодарское военно-авиационное училище, службу проходил в бомбардировочном полку у западных границ страны.
Участник Великой Отечественной войны с июня 1941 года. Первый боевой вылет на бомбардировку железнодорожных станций противника совершил 22 июня. Воевал на Калининском, Брянском, Центральном, 1-м Белорусском фронтах. Во время наступления под Москвой совершал до 5-6 вылетов в день. Стал настоящим мастером бомбометания. В 1942 году вступил в ВКП(б).
Более 50 раз летал в тыл врага и всегда добывал ценнейшие данные о передвижении войск противника, о скоплении танков, артиллерии, живой силы врага, о его аэродромах. Под его руководством была проведена аэрофотосъемка Ржевского плацдарма немцев, с его системой сложных укреплений и опорных пунктов. Данные разведки и фотосъемки, добытые Старостиным, широко использовались командованием при подготовке штурма Ржевской обороны немцев.
К октябрю 1943 года штурман эскадрильи старший лейтенант Старостин совершил 236 боевых вылетов на бомбардировку скоплений войск и других объектов противника. В воздушном бою сбил вражеский самолёт.
Указом Президиума Верховного Совета СССР «О присвоении звания Героя Советского Союза офицерскому составу военно-воздушных сил Красной Армии» от 4 февраля 1944 года за «образцовое выполнение приказов командования на фронте борьбы с немецкими захватчиками и проявленные при этом отвагу и геройство» старшему лейтенанту Старостину Николаю Фёдоровичу присвоено звание Героя Советского Союза с вручением ордена Ленина и медали «Золотая Звезда».
В составе своего полка участвовал в боях за освобождение Белоруссии, Польши, штурмовал Берлин. К концу войны совершил около 500 боевых вылетов. На его счету было 20 подбитых танков, бронепоезд, несколько железнодорожных эшелонов, десятки автомашин, артиллерийские батареи, дзоты, пулемётные огневые точки.
Погиб после окончания боевых действий. 7 мая 1945 год во время охоты в лесу (в 7 км от Нойграппе, ныне — в Пыжицком повете Западно-Поморского воеводства, Польша) подорвался на мине. Был похоронен в городе Пиритц, позднее перезахоронен на кладбище советских и польских воинов и военнопленных (могила 82) по ул. Реймонта в городе Старгард.

### Семья
Мать — Анна Николаевна Старостина.

## Награды
- Орден Красной Звезды (24.02.1942).
- Орден Ленина (13.6.1942)[5],
- Орден Отечественной войны 1-й степени (22.4.1943)[6],
- Медаль «Золотая Звезда» Героя Советского Союза и орден Ленина (4.2.1944) — за «образцовое выполнение приказов командования на фронте борьбы с немецкими захватчиками и проявленные при этом отвагу и геройство»[7],
- Орден Красного Знамени (4.6.1945)[8],
- медали, в том числе:
  - «За оборону Москвы» (1944)[8]

## Память
В посёлке Константиновский именем Героя названы улица и школа № 3. В Рыбинске на здании школы установлена мемориальная доска. Его имя увековечено на Аллее Героев в городе Тутаев.